# Eric Stonestreet
Eric Stonestreet (* 9. září 1971 Kansas City, Kansas, Spojené státy americké) je americký herec. Jeho nejznámější rolí je Cameron Tucker v sitcomu Taková moderní rodinka. Za svůj výkon získal pochvaly od kritiků a v letech 2010 a 2012 i cenu Emmy pro nejlepšího herce ve vedlejší roli v komediálním seriálu.

## Životopis
Narodil se v Kansas City v Kansasu. Během dětství se chtěl stát klaunem. Ve věku devíti let si vytvořil postavu klaunu jménem Fizbo a přiváděl ji pravidelně zpět. V roli klauna se dokonce čas od času objevoval i v seriálu Taková moderní rodinka. Absolvoval Piper High School a Kansas State University (1996). Strávil dva roky hraním a studiem improvizace v The Second City Training Center v Chicagu, poté se přestěhoval do Los Angeles a začal se svou profesionální hereckou kariérou. Také byl členem bratrstva Kansas State's Pi Kappa Alpha.

## Osobní život
Stonestreet často říká, že je "otevřený heterosexuál". Jeho kolega a herecký partner z Takové moderní rodinky, Jesse Tyler Ferguson, který je otevřený homosexuál, ho z legrace nazývá "gay pro peníze". Stonestreet je tak vášnivým fanouškem Kansas State University, fandil Wildcats v pořadu Jimmy Kimmel Live!, poté, co porazili Kansas Jayhawks v basketbalu, stejně jako se objevil na College Gameday Live dne 29. října 2011 v kombinéze Kansas State. Je také fanouškem hokeje a známý stoupenec Los Angeles Kings.

## Filmografie

### Film

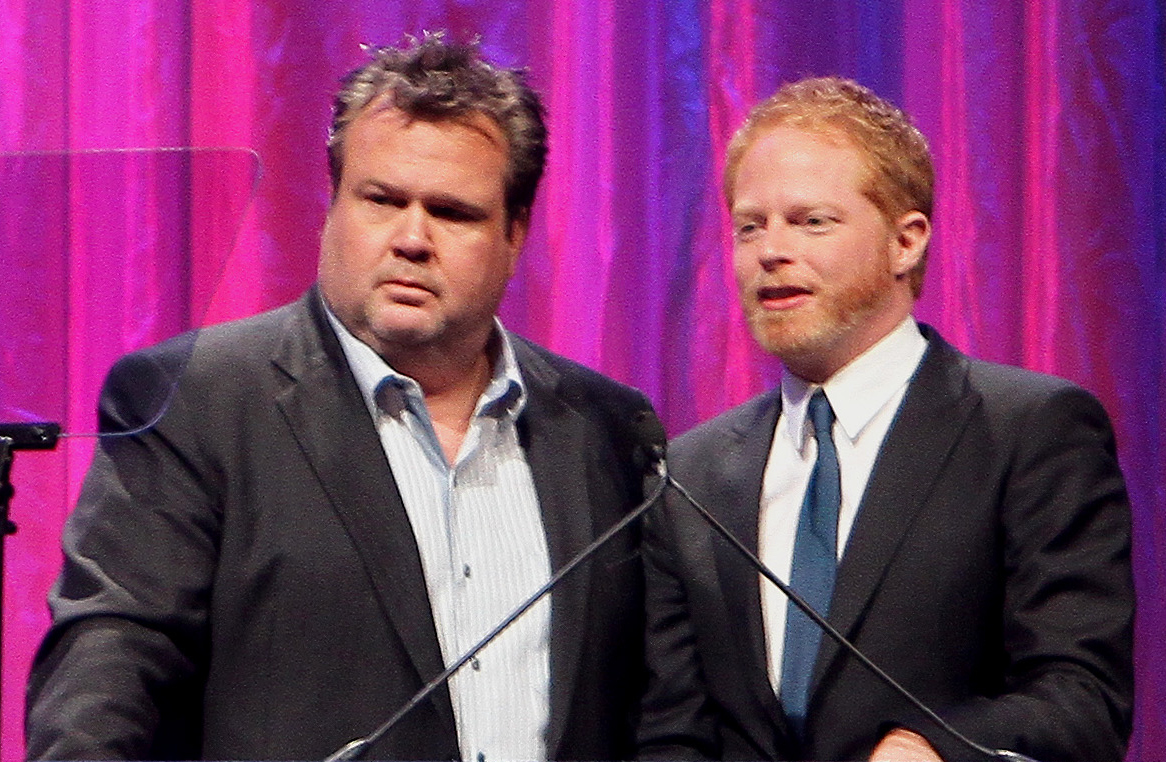
Eric Stonestreet se svým kolegou z Takové moderní rodinky Jessem Tylerem Fergusonem v roce 2010

| Rok  | Název                  | Role              | Poznámky                  |
| ---- | ---------------------- | ----------------- | ------------------------- |
| 2000 | Na pokraji slávy       | Sheldon, recepční |                           |
| 2003 | F.A.T.                 | Ranger            |                           |
| 2003 | Girls Will Be Girls    | Dr. Benson        |                           |
| 2003 | Street of Pain         | Floyd             |                           |
| 2004 | Straight-Jacket        | Labor Organizer   |                           |
| 2004 | Knuckle Sandwich       | Bill              |                           |
| 2005 | Saddam 17              | recepční          |                           |
| 2005 | Ostrov                 | Ed                |                           |
| 2006 | 13 Graves              | Andrew Schoch     |                           |
| 2007 | The Drifter            | Delivery Guy      |                           |
| 2007 | Příběhy z USA          | Floyd             | Segment: "Street of Pain" |
| 2008 | Ninja Cheerleaders     | Beergut           |                           |
| 2008 | Americká gangsterka    | Phil              |                           |
| 2009 | This Might Hurt        | Brad Maynard      |                           |
| 2010 | Father vs. Son         | Doug              |                           |
| 2011 | Zkažená úča            | Kirk              |                           |
| 2013 | Z cizího krev neteče   | Big Chuck         |                           |
| 2014 | Loft                   | Marty Landry      |                           |
| 2016 | Tajný život mazlíčků   | Duke (hlas)       |                           |
| 2019 | Tajný život mazlíčků 2 | Duke (hlas)       |                           |

### Televize
| Rok        | Název                        | Role                           | Poznámky                                          |
| ---------- | ---------------------------- | ------------------------------ | ------------------------------------------------- |
| 1999       | Dharma a Greg                | Chester                        | díl: „See Dharma Run“                             |
| 2000       | I've Got a Secret            | Sám sebe                       | 1 díl                                             |
| 2000       | Malcolm v nesnázích          | Phil                           | díl: „Malcolm Babysits“                           |
| 2000       | Správná pětka                | Irv                            | díly: „All's Well...“ a „...That Ends Well“       |
| 2000       | Všichni starostovi muži      | Zubař                          | díl: „Smile“                                      |
| 2000       | Pohotovost                   | Willie                         | díl: „Mars Attacks“                               |
| 2001       | Západní křídlo               | Staffer #1                     | díl: „Bad Moon Rising“                            |
| 2002       | Greg the Bunny               | Wilson (neuveden)              | díl: „Welcome to Sweetknuckle Junction“           |
| 2002       | Providence                   | Ted Stout                      | díl: „Eye of the Storm“                           |
| 2001–2005  | Kriminálka Las Vegas         | Ronnie Litre                   | 13 dílů                                           |
| 2005       | Zločiny ze sousedství        | Security Officer Andrew Morgan | díl: „Under Threat“                               |
| 2007       | Drzá Jordan                  | Steve Anderman                 | díl: „Oběti a vrazi“                              |
| 2007       | Sběratelé kostí              | policista                      | díly: „Tulačka po hvězdách“ a “Nevěsta bez kostí“ |
| 2007       | On the Lot                   | Herec                          | díly: „Auditions #1“ a „Auditions #2“             |
| 2007       | Americký táta                | (hlas)                         | díl: „Dope & Faith“                               |
| 2008       | Mentalista                   | Malcom Boatwright              | díl: „Rudé vlasy a stříbrná páska“                |
| 2008       | Řekni, kdo tě zabil          | Leo Burns                      | díl: „Potěcha pro žaludek“                        |
| 2008       | Námořní vyšetřovací služba   | Harvey Ames                    | díl: „Tichá noc“                                  |
| 2009       | Můj přítel Monk              | Boom Boom                      | díl: „Pan Monk a UFO“                             |
| 2009       | Plastická chirurgie s. r. o. | Wesley Clovis                  | díl: „Wesley Clovis“                              |
| 2009       | Dancing Stars                | Sám sebe                       |                                                   |
| 2009–2020  | Taková moderní rodinka       | Cameron Tucker                 | hlavní role                                       |
| 2010       | Good News Week               | Sám sebe                       | díl: „8.37“                                       |
| 2011       | American Horror Story        | Derrick                        | díl: „Prasohlav“                                  |
| 2013–2018  | Sofie První                  | Minimus (hlas)                 | 16 dílů                                           |
| 2014       | Sezame, otevři se            | Sám sebe                       | díl: „Hansel & Gretel Playdate“                   |
| 2015       | Jeopardy!                    | Sám sebe                       | 2 díly                                            |
| 2016       | Blue Peter                   | Sám sebe                       | díl 4915                                          |
| 2016       | Svědectví                    | Kenneth Duberstein             | TV film                                           |
| 2017       | The F Word                   | Sám sebe                       | díl: „Seven“                                      |
| 2017–dosud | The Toy Box                  | Sám sebe/moderátor             |                                                   |

## Ocenění a nominace
| Rok  | Ocenění                                     | Kategorie                                                                        | Práce                  | Výsledek  |
| ---- | ------------------------------------------- | -------------------------------------------------------------------------------- | ---------------------- | --------- |
| 2009 | Screen Actors Guild Awards                  | nejlepší seriálové obsazení: komedie                                             | Taková moderní rodinka | nominace  |
| 2010 | Screen Actors Guild Awards                  | nejlepší seriálové obsazení: komedie                                             | Taková moderní rodinka | vítězství |
| 2010 | Gold Derby Awards                           | nejlepší seriálové obsazení                                                      | Taková moderní rodinka | vítězství |
| 2010 | Gold Derby Awards                           | nejlepší seriálový herec ve vedlejší roli: komedie                               | Taková moderní rodinka | nominace  |
| 2010 | Gold Derby Awards                           | objev roku                                                                       | Taková moderní rodinka | nominace  |
| 2010 | Online Film & Television Association Awards | nejlepší seriálový herec ve vedlejší roli: komedie                               | Taková moderní rodinka | nominace  |
| 2010 | TCA Awards                                  | individuální ocenění: komedie                                                    | Taková moderní rodinka | nominace  |
| 2010 | Cena Emmy                                   | nejlepší seriálový herec ve vedlejší roli: komedie                               | Taková moderní rodinka | vítězství |
| 2011 | Screen Actors Guild Awards                  | nejlepší seriálové obsazení: komedie                                             | Taková moderní rodinka | vítězství |
| 2011 | Critics Choice Television Awards            | nejlepší seriálový herec ve vedlejší roli: komedie                               | Taková moderní rodinka | nominace  |
| 2011 | Online Film & Television Association Awards | nejlepší seriálový herec ve vedlejší roli: komedie                               | Taková moderní rodinka | nominace  |
| 2011 | Gold Derby Awards                           | nejlepší seriálový herec ve vedlejší roli: komedie                               | Taková moderní rodinka | nominace  |
| 2011 | Teen Choice Awards                          | seriálový zloděj scén                                                            | Taková moderní rodinka | nominace  |
| 2011 | Cena Emmy                                   | nejlepší seriálový herec ve vedlejší roli: komedie                               | Taková moderní rodinka | nominace  |
| 2011 | Zlatý glóbus                                | nejlepší ženský mužský výkon ve vedlejší roli v seriálu, minisérii nebo TV filmu | Taková moderní rodinka | nominace  |
| 2012 | Screen Actors Guild Awards                  | nejlepší seriálové obsazení: komedie                                             | Taková moderní rodinka | vítězství |
| 2012 | Screen Actors Guild Awards                  | nejlepší seriálový herec v hlavní roli: komedie                                  | Taková moderní rodinka | nominace  |
| 2012 | Cena Emmy                                   | nejlepší seriálový herec ve vedlejší roli: komedie                               | Taková moderní rodinka | vítězství |
| 2012 | TV Guide Awards                             | nejoblíbenější herec                                                             | Taková moderní rodinka | nominace  |
| 2012 | TV Guide Awards                             | nejoblíbenější seriálový pár (sdíleno s Jesse Tyler Fergusonem)                  | Taková moderní rodinka | nominace  |
| 2012 | Online Film & Television Association Awards | nejlepší seriálový herec ve vedlejší roli: komedie                               | Taková moderní rodinka | nominace  |
| 2012 | People's Choice Awards                      | Favorite TV Comedy Actor                                                         | Taková moderní rodinka | nominace  |
| 2012 | Zlatý glóbus                                | nejlepší ženský mužský výkon ve vedlejší roli v seriálu, minisérii nebo TV filmu | Taková moderní rodinka | nominace  |
| 2013 | Screen Actors Guild Awards                  | nejlepší seriálové obsazení: komedie                                             | Taková moderní rodinka | vítězství |
| 2013 | Screen Actors Guild Awards                  | nejlepší seriálový herec v hlavní roli: komedie                                  | Taková moderní rodinka | nominace  |
| 2013 | Online Film & Television Association Awards | nejlepší seriálový herec ve vedlejší roli: komedie                               | Taková moderní rodinka | nominace  |
| 2013 | Teen Choice Awards                          | nejoblíbenější seriálový herec: komedie                                          | Taková moderní rodinka | nominace  |
| 2013 | Zlatý glóbus                                | nejlepší ženský mužský výkon ve vedlejší roli v seriálu, minisérii nebo TV filmu | Taková moderní rodinka | nominace  |
| 2014 | Screen Actors Guild Awards                  | nejlepší seriálové obsazení: komedie                                             | Taková moderní rodinka | nominace  |
| 2014 | People's Choice Awards                      | nejoblíbenější seriálový herec: komedie                                          | Taková moderní rodinka | nominace  |
| 2015 | Screen Actors Guild Awards                  | nejlepší seriálové obsazení: komedie                                             | Taková moderní rodinka | nominace  |
| 2015 | Screen Actors Guild Awards                  | nejlepší seriálový herec v hlavní roli: komedie                                  | Taková moderní rodinka | nominace  |
| 2016 | Screen Actors Guild Awards                  | nejlepší seriálové obsazení: komedie                                             | Taková moderní rodinka | nominace  |
| 2016 | People's Choice Awards                      | nejoblíbenější seriálový herec: komedie                                          | Taková moderní rodinka | nominace  |
| 2017 | Screen Actors Guild Awards                  | nejlepší seriálové obsazení: komedie                                             | Taková moderní rodinka | nominace  |